# José Asunción Flores

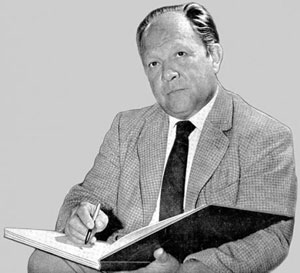
José Asunción Flores

José Asunción Flores (* 27. August 1904 in Asunción (Paraguay); † 16. Mai 1972 in Buenos Aires (Argentinien)) war ein paraguayischer Komponist und der Begründer des Musikstils Guarania.
Nach bescheidenen Anfängen in Villarrica wurde er Mitglied des Polizeiorchesters von Asunción. In den 1920er Jahren kreierte er die Guarania-Melodien. Sein Freund, der Dichter Manuel Ortiz Guerrero, arbeitete eng mit ihm zusammen und schrieb die Texte zu vielen berühmten Guaranias, zum Beispiel zu India und Panambí Vera.
Da Flores Kontakte zur Kommunistischen Partei Paraguays hatte, lebte er viele Jahre im Exil in Argentinien und der Sowjetunion. Während der Stroessner-Herrschaft waren seine Werke in Paraguay verboten. Sein symphonisches Werk María de la Paz mit Text von Elvio Romero, wurde vom Bolschoi Symphonie Orchester uraufgeführt. Erst im Mai 1990, nach dem Sturz von Alfredo Stroessner wurde es vom Orquesta Sinfónica de Asunción in Gegenwart von Präsident Andrés Rodríguez erstmals in Paraguay aufgeführt.